# Randy Meisner
Randall Herman Meisner (ur. 8 marca 1946 w Scottsbluff, zm. 26 lipca 2023 w Los Angeles) – amerykański gitarzysta basowy, piosenkarz i kompozytor, najbardziej znany jako współzałożyciel zespołu Eagles.

## Życiorys
Randy Meisner urodził się 8 marca 1946 roku w Scottsbluff w stanie Nebraska jako drugie dziecko i jedyny syn pary farmerów, Hermana Meisnera i Emilie z domu Haun. Jego przodkowie byli z pochodzenia Niemcami nadwołżańskimi.
Jako dziesięciolatek Meisner zobaczył występ Elvisa Presleya w telewizyjnym programie The Ed Sullivan Show, co skłoniło go do rozpoczęcia nauki gry na gitarze.
Występował w takich zespołach jak: Poco (gdzie nagrał swój pierwszy album), Canyon Band i Nelson’s Stone. W 1978 roku rozpoczął karierę solową i nagrał 5 albumów, jednocześnie zajmując się także projektami muzycznymi innych artystów.

## Życie prywatne
Randy Meisner był żonaty z Laną Rae z domu Graham, z którą wziął ślub w listopadzie 1996 roku. 6 marca 2016 roku Lana zmarła od postrzału w głowę. Wcześniej funkcjonariusze policji otrzymali zgłoszenie w sprawie przemocy domowej w ich domu.
Zmarł 26 lipca 2023 roku w Los Angeles w wieku 77 lat z powodu komplikacji zdrowotnych związanych z przewlekłą obturacyjną chorobą płuc.

## Dyskografia

### Albumy solowe
- 1978: Randy Meisner
- 1980: One More Song
- 1982: Randy Meisner
- 2002: Live In Dallas
- 2004: Love Me or Leave Me Alone

źródło: 